# میدان نفتی جفیر
میدان نفتی جفیر از میادین نفتی ایران است، که در استان خوزستان و در فاصله ۳۰ کیلومتری از شرق میدان آزادگان مستقر می‌باشد. ذخیره درجای نفت خام این میدان برابر ۲٫۱ میلیارد بشکه برآورد شده است و ظرفیت تولید نفت خام آن، معادل ۵۰ هزار بشکه در روز می‌باشد.
میدان جفیر همچنین دارای چند مخزن لایه‌ای گاز بوده، که ظرفیت تولید گاز طبیعی آن نیز معادل ۶٫۳ میلیون فوت مکعب در روز می‌باشد. این میدان از میادین تحت مدیریت شرکت نفت و گاز اروندان می‌باشد، که توسعه آن به شرکت گسترش انرژی پاسارگاد واگذار شده‌است.

## تاریخچه
در سال ۱۳۵۴ تا ۱۳۵۷ چهار حلقه چاه اکتشافی، در میدان جفیر حفاری شد، که به شناسایی ۳ مخزن انجامید. این سه مخزن نفتی، به ترتیب عمق، عبارتند از: ایلام، سروک و گدوان.
میدان نفتی جفیر، در مجاورت میدان‌های آزادگان، یادآوران و آب تیمور واقع گردیده‌است. بر روی نقشه همتراز سطحی، طول میدان ۱۴ کیلومتر و عرض آن، در حدود ۷۰ کیلومتر، می‌باشد. توسعه میدان در حال انجام می‌باشد و تولید زود هنگام آن، با دبی سه هزار بشکه در روز، راه اندازی شده‌است.

## مشخصات میدان
میزان ذخیره درجای میدان نفتی جفیر، ۲٫۱ میلیارد بشکه نفت خام است، که ۸۹٪ درصد آن از لایه ایلام، ۶٪ درصد از لایه سروک و ۵٪ درصد از لایه گدوان برداشت خواهد شد، که در مجموع ۹۵٪ درصد نفت سنگین و ۵٪ درصد آن، نفت سبک است. در نتیجه، نفت این میدان، به نسبت سنگین و درجه سنگینی آن API ۲۳ می‌باشد. میزان تولید نفت این میدان؛ ۵۰ هزار بشکه در روز، تخمین زده می‌شود.

## تولید زودهنگام
تولید زودرس از میدان نفتی جفیر، از طریق چهار حلقه چاه انجام شده‌است، در فاز تولید زودهنگام میدان جفیر، نفت تولید شده از طریق خط لوله ۱۰ اینچی تولید زود هنگام میدان آزادگان، برای فرآورش به واحد بهره برداری شماره ۳ اهواز منتقل می‌شود.
حجم تولید نفت از میدان جفیر، در زمان راه‌اندازی مرحله زودهنگام، حدود ۳۵۰۰ بشکه در روز بود، که این میزان تا پایان طرح توسعه، به‌تدریج به ۶ هزار بشکه می‌رسد.

## توسعه میدان
طبق مصوبه هیئت مدیره شرکت ملی نفت ایران، توسعه میدان نفتی جفیر به شرکت پتروایران واگذار شده‌است. این شرکت، طرح جامع توسعه میدان و به موازات آن، تعمیر چاه‌های قدیمی آن را انجام داده‌است.

### طرح توسعه
تولید ۲۵ هزار بشکه نفت در روز طی سه مرحله:
- تولید زود هنگام، ۶ هزار بشکه نفت در روز
- در فاز اول، رسیدن به تولید ۱۵ هزار بشکه نفت در روز
- فاز دوم،  رسیدن به تولید ۲۵ هزار بشکه نفت در روز[۴]

#### فاز اول
توسعه میدان با تولید ۱۵ هزار بشکه نفت خام و ۶/۳ میلیون فوت مکعب گاز، در روز در فاز اول توسعه میدان جفیر، از طریق ۶ حلقه چاه تولیدی و یک حلقه چاه دفع فاضلاب انجام شده‌است.

#### فاز دوم
توسعه میدان با تولید ۲۵ هزار بشکه نفت خام در روز همچنین ۶٫۳ میلیون فوت مکعب گاز در روز، از طریق حفر ۵ حلقه چاه تولیدی، در فاز دوم و یک حلقه چاه دفع فاضلاب انجام خواهد شد.

### فعالیت‌های اجرایی طرح
- حفر ۱۳ حلقه چاه جدید و تعمیر ۴ حلقه چاه جدید. (۱۵ حلقه تولیدی نفت و ۲ حلقه دفع آب‌های زاید).
- ایجاد واحد بهره برداری،  نمک زدایی و گوگرد زدایی، به ظرفیت ۳۰ هزار بشکه در روز و خط لوله ۱۲ اینچ انتقال نفت، به طول ۱۰۰ کیلومتر.
- احداث نیروگاه برق به ظرفیت ۲۸ مگاوات
- احداث ساختمان‌های مسکونی و صنعتی[۵]